# Ribeira (Araci)
Distritos de Araci Mini Paris do Sisal 
Ribeira é um distrito integrante do município brasileiro de Araci, estado da Bahia. Localiza-se a 21.8 km da sede do município e a cerca de 243 km da capital Salvador. Ribeira ou ( mini Paris do sisal ) como os moradores apelidaram o povoado, é o distrito que vem crescendo e evoluindo na cidade de araci. Conta com uma população  estimada em 2023 de aproximadamente 2.043 habitantes [carece de fontes?] .